# Nikokles (Paphos)
Nikokles (altgriechisch Νικοκλής Nikoklḗs; † 306 v. Chr.) war ein antiker König von Paphos auf Zypern. Er war zunächst mit Ptolemaios I. verbündet, mit dem er seit 321 v. Chr. gegen Perdikkas kämpfte. Später verbündete er sich mit dem Diadochen Antigonos I.
Als Ptolemaios I. davon erfuhr, schickte er 306 v. Chr. Truppen unter Argeios und Kallikrates gegen Nikokles aus, die zusätzliche Truppen von dem Strategen Menelaos erhielten. Sie drangen in den Palast ein, um Nikokles für seinen Verrat zur Rechenschaft zu ziehen, woraufhin sich Nikokles und seine Brüder erhängten.
Seine Gattin Axiothea erstach ihre Töchter, „damit ihr jungfräulicher Leib nicht den Feinden zur Schande preisgegeben sei…“, wie es Johann Gustav Droysen beschreibt. Dann rief sie ihre Schwägerinnen in den Palast, wo sie sich auf den Dächern der Frauengemächer versammelten, ihre Kinder erwürgten und den Palast anzündeten. Axiothea habe sich mit einem Dolch selbst entleibt und in die Flammen gestürzt.
Diodor überliefert diese Geschichte fälschlicherweise für König Nikokreon von Salamis. Die Beschreibung des Flammentodes findet sich jedoch auch beim Fall von Babylon (Sardanapal) und Karthago, ist also vielleicht vor allem ein literarischer Topos.
Inschriften des Nikokles sind bis auf eine in griechischer Schrift  in der Kyprischen Schrift verfasst. Möglicherweise gründete er den Hafenort Neu-Paphos.